# Cas9

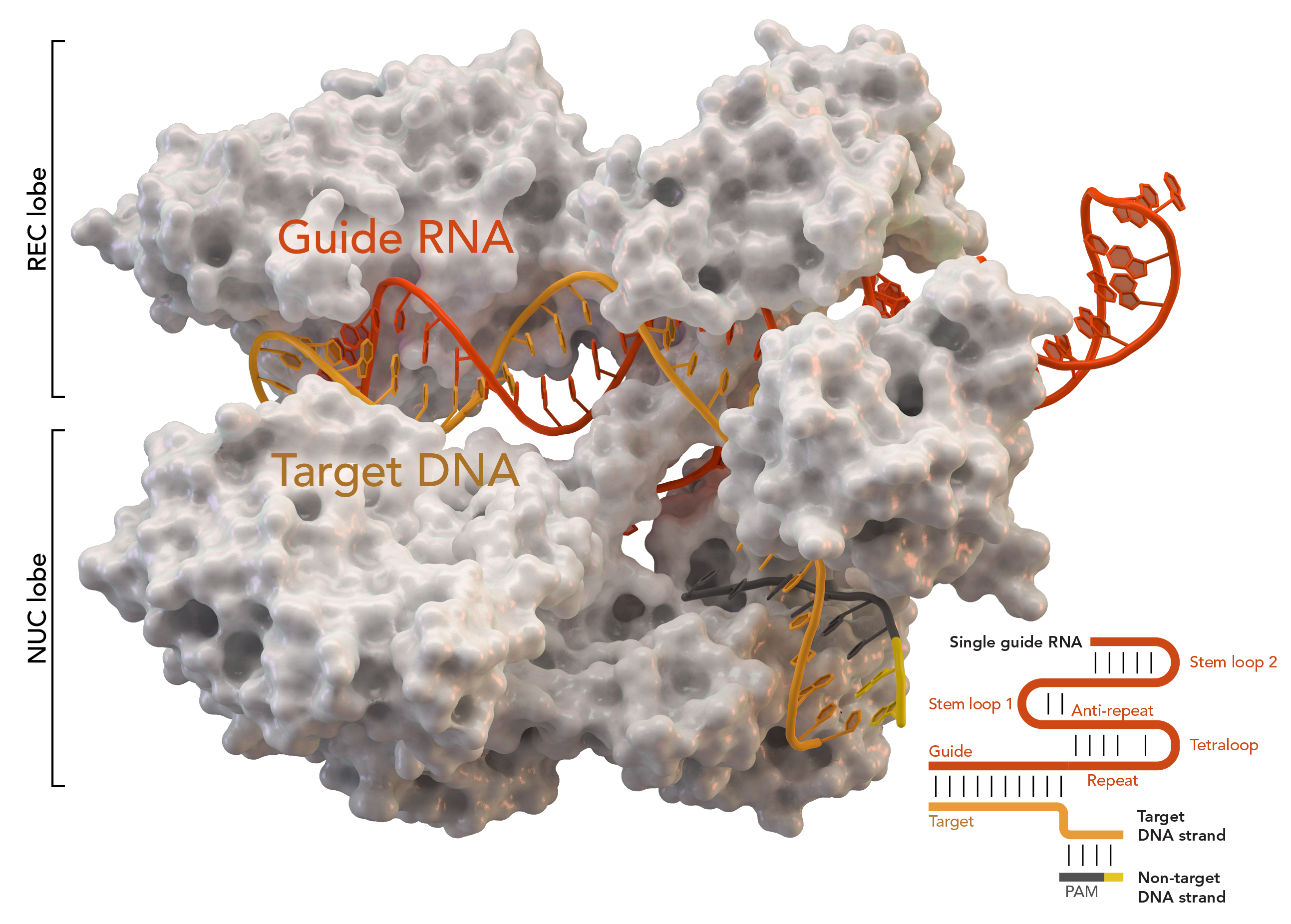
Cas9

Cas9 (CRISPR associated protein 9) is een RNA-gestuurde DNA-endonuclease geassocieerd met het CRISPR-immuunsysteem van onder andere de Streptococcus pyogenes en aanverwante bacteriën. Cas9 wordt intensief onderzocht als mogelijke techniek om gericht in te grijpen in het genetisch materiaal van dieren en mensen. In 2015 werden de eerste experimenten met CRISPR/Cas9 op menselijke embryo's uitgevoerd.

## CRISPR-gestuurde immuniteit
Bacteriën gebruiken op CRISPR gebaseerde technieken om zich te verweren tegen virussen of bacteriofagen. Dit gebeurt door in het genetisch materiaal van de bacterie een CRISPR-herhaling in combinatie met een CRISPR-associated gen te gebruiken. Telkens als een bacterie de strijd met een virus wint, slaat ze een marker op haar genetisch materiaal in zo'n CRISPR-systeem. Bij een volgende aanval zal het binnenkomend genetisch materiaal van het virus diezelfde stukken RNA activeren, waardoor o.a. knip-acties en dergelijke kunnen gebeuren die de actieve component van het virus kan neutraliseren. Dit mechanisme is vergelijkbaar met RNA-interferentie bij andere levende wezens.

## Actief gebruik van Cas9
In onderzoek wordt Cas9 gebruikt om willekeurig gekozen genen te kunnen deactiveren. Dat gebeurt door het Cas9 uit te rusten met een marker, waardoor een bepaald stuk gen herkend kan worden. In de doelcel zal dan het Cas9 geactiveerd worden telkens wanneer dat bepaalde gen via transcriptie uitgelezen wordt. De werking van de Cas9 zorgt er dan voor dat de normale werking van het bedoelde gen verstoord wordt.
Een tweede manier om op Cas9 gebaseerde genetische ingrepen te doen, is bovenstaande activatie gepaard laten gaan met het invoegen van een bepaald gekozen stuk genetisch materiaal. Zo kan, op een welbepaald gekozen plek, een bepaalde sequentie toegevoegd worden, waardoor een gen effectief veranderd kan worden, bijvoorbeeld vanuit een foutief gen naar een correcte versie. Deze technieken bevinden zich nog in een experimentele fase, maar ze lijken wel mogelijkheden te hebben om op grotere schaal genetische interventie in dieren en mensen dichterbij te brengen.